# Матакские языки
Языки матако-мака, матакские языки — группа индейских языков. Распространены главным образом в Аргентине и Парагвае. Общее число говорящих 35 тысяч человек, из них 16 тысяч человек — на матагуайо.

## Классификация
М. Сводеш, Дж. Х. Гринберг, Н. А. Мак-Куаун включают матако-мака языки вместе с языками гуайкуру, лулу-вилела, мосетен, маской и некоторыми неклассифицированными языками в состав макрогуайкуруанской семьи же-пано-карибской филии. Близкая классификация предложена Ч. Ф. Вёглином и Ф. М. Вёглин, объединившими названные группы в составе паноанской языковой семьи. А. Товар подверг сомнению генетическую близость матако-мака языков и языков лулу-вилела.

## Состав
Матакская семья включает 4 языка, распадающие на три группы:
- Матако: ноктен, вехос, гуифней
- Чороте: чороте (ийовухва)
- Матакская: мака (энимага), нивакле (чулупи, ашуслай), чороте (ийохваха)

Для всех матакских языков разработаны письменности на основе латиницы. Матако (в Аргентине), нивакле и мака (в Парагвае) преподаются в начальной школе. На матако издаются книги, на нивакле ограниченно ведётся радиовещание.

## Фонетика
Фонетические системы характеризуются простым вокализмом и относительно сложным консонантизмом (наличие глоттализованных, палатализованных и придыхательных согласных, противопоставленных чистым согласным). Так, в языке матако имеется 6 гласных фонем (i, e, a, u, o, ä) и 21 согласная, среди которых выделяются серии глоттализованных (pʔ, tʔ, cʔ, čʔ, kʔ), лабиализованных (kʷ, hʷ), ряды палатальных (č, čʔ), веляризованных (k, kʔ, kʷ), фарингальных (ʔ, h, hʷ). Слоги преимущественно открытые. Наиболее типичная структура слова CVCV.

## Грамматика
Языки агглютинативного строя. Словоизменение обычно мало развито. Грамматические отношения выражаются аналитически, реже суффиксами и префиксами, иногда порядком слов. Падежи отсутствуют. У имён есть лично-притяжательные префиксы, у глаголов — аффиксы лица субъекта и объекта. Число личных местоимений обычно выражается числовыми аффиксами в глаголе. В матако не различаются «мы» обычное и «мы» гентильное ('мы как семья'). Местоимения, указывающие на субъект, находятся в препозиции к глаголу, указывающие на прямой или косвенный объект — в постпозиции. Имеются несколько способов выражения отрицания, в том числе суффиксальный. Спряжение глагола выражается личными префиксами и приглагольными постпозитивными частицами, выражающими видо-временные значения и значения совершаемости (Aktionsart). Личные префиксы спряжения используются и как посессивные, когда они употребляются при существительных. В истории некоторых языков (например, матако) за счёт различий в употреблении посессивных префиксов осуществлялась дифференциация мужского и женского вариантов языка. Словообразование суффиксально-префиксальное.

## История изучения
Первые сведения о матако-мака языках и попытки их описания появились в 1880—1890-х годах в работах А. Амерлана, Х. Кардуса и С. А. Лафоне Кеведо. В 1940-е годы исследования расширяются: грамматическая структура и лексика описываются в работах Р. Ханта, фонология — в книге М. Т. Виньяса Уркисы, типология и связи с другими языками в пределах семьи и макросемьи — в работах А. Товара.